# Vertumno y Pomona (Camille Claudel)
Vertumno y Pomona es una escultura de la artista francesa Camille Claudel. Concebida en 1886 y elaborada en 1905 en mármol blanco sobre una base de mármol rojo, se encuentra firmada en la parte posterior por la autora. La pieza está en el Museo Rodin en Francia.

## Concepción de la obra
En un primer momento, la pieza había sido modelada inspirándose en un texto épico hindú llamado Shakuntalá, en el que se narraba el reencuentro de Shakuntalá con Dushianta, su esposo, después de una larga separación causada por una maldición. De ahí que entonces la denominó Sakountala, la presentó en el Salón de París en 1888 y recibió por ella una mención honorífica.
En 1905 gracias al apoyo de su mecenas, la condesa de Maigret, Claudel pudo ejecutar la pieza en mármol, llamándola ahora Vertumno y Pomona.
Esta escultura fue fundida en bronce por Eugène Blot en el mismo año, y presentada en el Salón de Otoño con el nombre de El abandono. Esta denominación es, para algunos autores, un referente sobre cómo la artista plasmó su vida personal en su obra escultórica.